# Shushan (Hefei)
Der Stadtbezirk Shushan (chinesisch 蜀山区, Pinyin Shǔshān Qū) ist ein Stadtbezirk der bezirksfreien Stadt Hefei in der chinesischen Provinz Anhui. Er hat eine Fläche von 687,7 km² und zählt 1.287.000 Einwohner (Stand: Ende 2018).

## Administrative Gliederung
Auf Gemeindeebene setzt sich der Stadtbezirk aus acht Straßenvierteln und zwei Großgemeinden zusammen. 